# (3796) Lene
(3796) Lene es un asteroide perteneciente al cinturón de asteroides, descubierto el 6 de diciembre de 1986 por Poul Jensen desde el Observatorio Brorfelde, Holbæk, Dinamarca.

## Designación y nombre
Designado provisionalmente como 1986 XJ. Fue nombrado Lene en homenaje a “Lene Augustesen”, hija del astrónomo danés Karl Augustesen un colega del descubridor.